# Hydriomena manitoba
Hydriomena manitoba là một loài bướm đêm trong họ Geometridae.